# Tsuchimikado
Cesarz Tsuchimikado (jap. 土御門天皇 Tsuchimikado tennō; ur. 3 stycznia 1196, zm. 6 listopada 1231) – 83. cesarz Japonii, według tradycyjnego porządku dziedziczenia.
Tsuchimikado panował w latach 1198–1210.
Mauzoleum cesarza Tsuchimikado znajduje się w Nagaoka-kyō w prefekturze Kioto. Nazywa się ono Kanegahara no misasagi.